# Paweł Janas
Paweł Janas (Pabianice, 4 maart 1953) is een Pools voetbalcoach en voormalig voetballer.
Als speler begon Janas zijn loopbaan bij Włókniarz Pabianice in 1965 en vertrok daar in 1973 om bij Widzew Łódź te gaan spelen. Daar groeide hij uit tot international en speelde tussen 1976 en 1984 53 interlands voor het nationale team, waaronder alle wedstrijden tijdens het WK voetbal 1982, waar Polen derde werd.
Zijn trainersloopbaan begon hij als assistent bij Legia Warschau in 1988, waar hij in 1990 vertrok om tot 1992 samen met Władysław Stachurski het Pools jeugdteam onder zijn hoede te nemen. Tijdens de Olympische Zomerspelen 1992 in Barcelona was hij assistent van Janusz Wójcik waar Polen de zilveren medaille wist te winnen. In datzelfde jaar werd hij opnieuw assistent van Wójcik die hoofdtrainer werd bij Legia Warschau.
Van 1994 tot 1996 was Janas hoofdtrainer bij Legia waar hij twee landstitels (1994 en 1995), twee Poolse bekers (1994 en 1995) en Poolse supercup (1994) won. Ook reikte hij met dit team in 1995/96 tot de kwartfinale van de UEFA Champions League.
Na zijn vertrek bij Legia werd hij van 1996 tot 1999 hoofdcoach bij het Olympisch elftal dat de kwartfinale bereikte op het Europees kampioenschap. Vanaf 1999 werkte hij als manager en vicepresident van Amica Wronki tot 2002. Sinds 20 december 2002 was hij in dienst van de Poolse voetbalbond als bondscoach van het nationale elftal.
Ondanks de goede prestaties die geleverd werden (hij kwalificeerde zich voor het WK voetbal 2006) kreeg hij ook veel kritiek te verduren. Hij claimde bijvoorbeeld dat geen enkele speler zeker is van een selectieplaats, maar dat Grzegorz Rasiak zijn favoriete Poolse aanvaller is werd al snel duidelijk. Rasiak werd voortdurend opgeroepen, ondanks dat hoger ingeschatte spelers zoals Tomasz Frankowski geen uitnodigingen mochten ontvangen. Voor aanvang van het WK 2006 kwam hij opnieuw onder grote druk te staan van de Poolse fans nadat bekend werd dat behoudens Frankowski, bijvoorbeeld ook doelman Jerzy Dudek niet werd geselecteerd voor de WK-selectie.
Na uitschakeling in de pouleronde van het WK 2006 werd Janas uit zijn functie als bondscoach van het Pools voetbalelftal ontheven. Als zijn opvolger stelde de Poolse voetbalbond de ervaren Leo Beenhakker aan. Na zijn ontslag ging Janas aan de slag als sportief directeur van Korona Kielce.
In mei 2008 keerde hij terug naar het trainerschap en coachte eersteklasser GKS Belchatow. In januari 2009 ruilde hij deze club in voor tweedeklasser Widzew Łódź. Deze club promoveerde onder zijn bewind naar eerste klasse. Aan het eind van seizoen 2009-2010 verliet hij de club. In september 2010 werd hij aangesteld als hoofdcoach van Polonia Warschau. Bij deze club stapte Janas na de winterstop over naar de functie van sportief directeur. Begin februari vertrok hij definitief bij Polonia Warschau. Van het seizoen 2011-12 is hij weer hoofdcoach van GKS Belchatow.
| Interlands Polen onder leiding van Paweł Janas | Interlands Polen onder leiding van Paweł Janas | Interlands Polen onder leiding van Paweł Janas | Interlands Polen onder leiding van Paweł Janas | Interlands Polen onder leiding van Paweł Janas |
| №                                              | Datum                                          | Wedstrijd                                      | Uitslag                                        | Competitie                                     |
| ---------------------------------------------- | ---------------------------------------------- | ---------------------------------------------- | ---------------------------------------------- | ---------------------------------------------- |
| 1                                              | 12 Feb 2003                                    | Kroatië – Polen                                | 0–0                                            | Vriendschappelijk                              |
| 2                                              | 14 Feb 2003                                    | Macedonië – Polen                              | 0–3                                            | Vriendschappelijk                              |
| 3                                              | 29 Mar 2003                                    | Polen – Hongarije                              | 0–0                                            | EK-kwalificatie                                |
| 4                                              | 02 Apr 2003                                    | Polen – San Marino                             | 5–0                                            | EK-kwalificatie                                |
| 5                                              | 30 Apr 2003                                    | België – Polen                                 | 3–1                                            | Vriendschappelijk                              |
| 6                                              | 06 Jun 2003                                    | Polen – Kazachstan                             | 3–0                                            | Vriendschappelijk                              |
| 7                                              | 11 Jun 2003                                    | Zweden – Polen                                 | 3–0                                            | EK-kwalificatie                                |
| 8                                              | 20 Aug 2003                                    | Estland – Polen                                | 1–2                                            | Vriendschappelijk                              |
| 9                                              | 06 Sep 2003                                    | Letland – Polen                                | 0–2                                            | EK-kwalificatie                                |
| 10                                             | 10 Sep 2003                                    | Polen – Zweden                                 | 0–2                                            | EK-kwalificatie                                |
| 11                                             | 11 Oct 2003                                    | Hongarije – Polen                              | 1–2                                            | EK-kwalificatie                                |
| 12                                             | 12 Nov 2003                                    | Polen – Italië                                 | 3–1                                            | Vriendschappelijk                              |
| 13                                             | 16 Nov 2003                                    | Polen – Servië en Montenegro                   | 4–3                                            | Vriendschappelijk                              |
| 14                                             | 11 Dec 2003                                    | Malta – Polen                                  | 0–4                                            | Vriendschappelijk                              |
| 15                                             | 14 Dec 2003                                    | Polen – Litouwen                               | 3–1                                            | Vriendschappelijk                              |
| 16                                             | 18 Feb 2004                                    | Polen – Slovenië                               | 2–0                                            | Vriendschappelijk                              |
| 17                                             | 21 Feb 2004                                    | Polen – Faeröer                                | 6–0                                            | Vriendschappelijk                              |
| 18                                             | 31 Mar 2004                                    | Polen – Verenigde Staten                       | 0–1                                            | Vriendschappelijk                              |
| 19                                             | 28 Apr 2004                                    | Polen – Ierland                                | 0–0                                            | Vriendschappelijk                              |
| 20                                             | 29 May 2004                                    | Polen – Griekenland                            | 1–0                                            | Vriendschappelijk                              |
| 21                                             | 05 Jun 2004                                    | Zweden – Polen                                 | 3–1                                            | Vriendschappelijk                              |
| 22                                             | 11 Jul 2004                                    | Verenigde Staten – Polen                       | 1–1                                            | Vriendschappelijk                              |
| 23                                             | 18 Aug 2004                                    | Polen – Denemarken                             | 1–5                                            | Vriendschappelijk                              |
| 24                                             | 04 Sep 2004                                    | Noord-Ierland – Polen                          | 0–3                                            | WK-kwalificatie                                |
| 25                                             | 08 Sep 2004                                    | Polen – Engeland                               | 1–2                                            | WK-kwalificatie                                |
| 26                                             | 09 Oct 2004                                    | Oostenrijk – Polen                             | 1–3                                            | WK-kwalificatie                                |
| 27                                             | 13 Oct 2004                                    | Wales – Polen                                  | 2–3                                            | WK-kwalificatie                                |
| 28                                             | 17 Nov 2004                                    | Frankrijk – Polen                              | 0–0                                            | Vriendschappelijk                              |
| 29                                             | 09 Feb 2005                                    | Polen – Wit-Rusland                            | 1–3                                            | Vriendschappelijk                              |
| 30                                             | 26 Mar 2005                                    | Polen – Azerbeidzjan                           | 8–0                                            | WK-kwalificatie                                |
| 31                                             | 30 Mar 2005                                    | Polen – Noord-Ierland                          | 1–0                                            | WK-kwalificatie                                |
| 32                                             | 27 Apr 2005                                    | Mexico – Polen                                 | 1–1                                            | Vriendschappelijk                              |
| 33                                             | 29 May 2005                                    | Polen – Albanië                                | 1–0                                            | Vriendschappelijk                              |
| 34                                             | 04 Jun 2005                                    | Azerbeidzjan – Polen                           | 0–3                                            | WK-kwalificatie                                |
| 35                                             | 15 Aug 2005                                    | Polen – Servië en Montenegro                   | 3–2                                            | Vriendschappelijk                              |
| 36                                             | 17 Aug 2005                                    | Israël – Polen                                 | 2–3                                            | Vriendschappelijk                              |
| 37                                             | 03 Sep 2005                                    | Polen – Oostenrijk                             | 3–2                                            | WK-kwalificatie                                |
| 38                                             | 07 Sep 2005                                    | Polen – Wales                                  | 1–0                                            | WK-kwalificatie                                |
| 39                                             | 07 Oct 2005                                    | Polen – IJsland                                | 3–2                                            | Vriendschappelijk                              |
| 40                                             | 12 Oct 2005                                    | Engeland – Polen                               | 2–1                                            | WK-kwalificatie                                |
| 41                                             | 13 Nov 2005                                    | Ecuador – Polen                                | 0–3                                            | Vriendschappelijk                              |
| 42                                             | 16 Nov 2005                                    | Polen – Estland                                | 3–1                                            | Vriendschappelijk                              |
| 43                                             | 01 Mar 2006                                    | Verenigde Staten – Polen                       | 1–0                                            | Vriendschappelijk                              |
| 44                                             | 28 Mar 2006                                    | Saoedi-Arabië – Polen                          | 1–2                                            | Vriendschappelijk                              |
| 45                                             | 02 May 2006                                    | Polen – Litouwen                               | 0–1                                            | Vriendschappelijk                              |
| 46                                             | 14 May 2006                                    | Polen – Faeröer                                | 4–0                                            | Vriendschappelijk                              |
| 47                                             | 30 May 2006                                    | Polen – Colombia                               | 1–2                                            | Vriendschappelijk                              |
| 48                                             | 03 Jun 2006                                    | Kroatië – Polen                                | 0–1                                            | Vriendschappelijk                              |
| 49                                             | 09 Jun 2006                                    | Polen – Ecuador                                | 0–2                                            | WK-eindronde                                   |
| 50                                             | 14 Jun 2006                                    | Duitsland – Polen                              | 1–0                                            | WK-eindronde                                   |
| 51                                             | 20 Jun 2006                                    | Costa Rica – Polen                             | 1–2                                            | WK-eindronde                                   |